# Emblema nacional de Somalilandia
El escudo de armas de Somalilandia está compuesto por un círculo de color dorado. Sobre el fondo dorado, y rodeada por una guirnalda de hojas de olivo, se muestra un águila bajo una balanza. Bajo el águila se ven dos manos entrelazadas, y sobre la balanza aparece escrita, en caracteres arábigos rojos, la basmala, بسم الله الرحمن الرحيم bismi-llāhi r-raḥmāni r-raḥīm, que se suele traducir como "En el nombre de Dios, el Clemente, el Misericordioso⁣".

## Historia y evolución

El primer emblema de Somalilandia Británica

### 1903 - 1950
Cuando en 1903 los británicos se anexionaron y ocuparon el área que hoy abarca Somalilandia, se estableció un protectorado y se hizo parte del Imperio Británico. Los británicos desarrollaron una bandera para la región y también un emblema. El emblema muestra un disco blanco con una imagen de un kudu, uno de los antílopes principales en Somalilandia. El emblema fue presentado también en la bandera.

### 1950 - 1960

El último emblema de Somalilandia Británica

Durante 1950, el emblema de Somalilandia Británica fue adaptado y modificado. El escudo actual consiste en un escusón dividido verticalmente, verde y azul, teniendo un jefe con un escudo somalí frente a dos lanzas en aspa, cabeza hacia abajo, en colores naturales. La porción verde contiene una representación de un minarete en blanco, y la porción azul muestra un dhow árabe a toda vela en las olas del mar, con un ancla dorada en la base. Una cabeza de Kudu, con la corona real entre los cuernos - todo ello en colores naturales, en la "corona de los colores." Es decir, blanco y verde - forma la cresta.
La independencia de Somalilandia Británica se proclamó el 26 de junio de 1960, y se unió con el Territorio en Fideicomiso de Somalia italiana el 1 de julio de 1960.
- Datos: Q660672
- Multimedia: Coats of arms of Somaliland / Q660672